# Явзора (река)
Явзора — река в Архангельской области России.

## География
Протекает в юго-западном направлении по лесистой незаселённой местности на территории Пинежского района. Впадает в реку Пинегу в 363 км от её устья по правому берегу. Длина реки — 101 км, площадь водосборного бассейна — 528 км². Среднегодовой расход воды в районе деревни Явзора, расположенной в 4 км от устья и относящейся к Лавельскому сельскому поселению, составляет 6,49 м³/с, наибольший (33,8 м³/с) приходится на май (данные наблюдений с 1978 по 1984 год).

### Основные притоки
(расстояние от устья)
- 50 км — река Ельвий (лв)
- 74 км — река Удвий (пр)
- 82 км — река Тылвей (пр)

## Данные водного реестра
По данным государственного водного реестра России и геоинформационной системы водохозяйственного районирования территории РФ, подготовленной Федеральным агентством водных ресурсов:
- Бассейновый округ — Двинско-Печорский
- Речной бассейн — Северная Двина
- Речной подбассейн — Северная Двина ниже места слияния Вычегды и Малой Северной Двины
- Водохозяйственный участок — Пинега